# Andrea Harder
Andrea Harder (Kassel, 20 gennaio 1977) è un'ex cestista tedesca.

## Carriera
Con la Germania ha disputato i Campionati mondiali del 1998 e tre edizioni dei Campionati europei (1997, 1999, 2005).